# San Clemente (Rom)
San Clemente, vollständig Basilica San Clemente al Laterano (lat.: Basilica Sancti Clementis in Laterano), ist eine Kirche in Rom im Rang einer Basilica minor. Sie ist dem Märtyrer Clemens I. geweiht, der in der Zeit von 88 bis 97 Bischof von Rom war. Die Kirche und das angrenzende Kloster gehören seit 1677 irischen Dominikanern.

## Lage und Übersicht

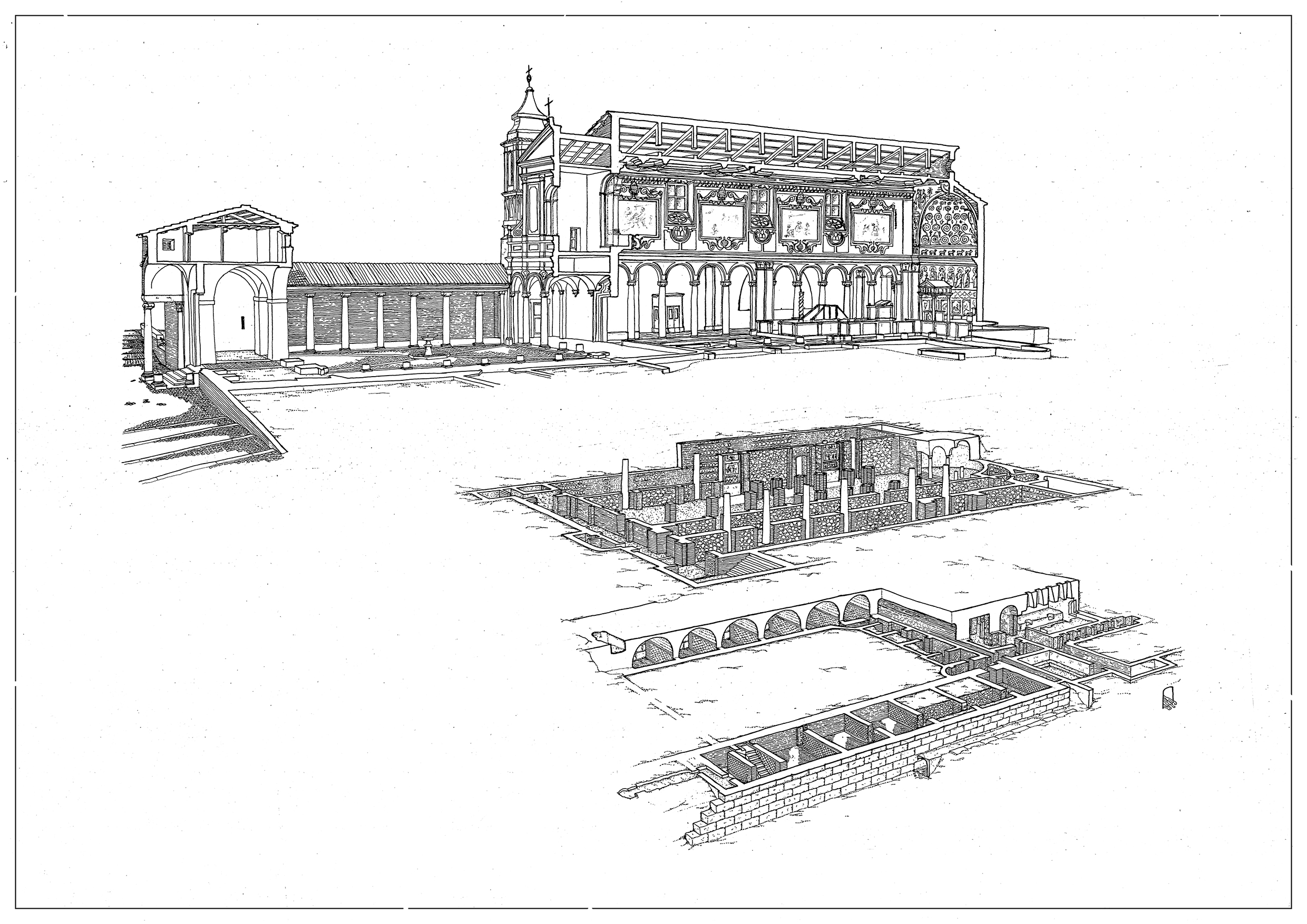
Aufrisszeichnung der drei Entwicklungsstufen

Die Kirche liegt östlich des Kolosseums zwischen der immer noch dem antiken Straßenverlauf entsprechenden Via Labicana und der heutigen Via di San Giovanni in Laterano, also an dem historischen Pilgerweg vom Lateran zum Forum Romanum.
Zu dem Gesamtkomplex gehören auf verschiedenen Ebenen: 
- römische Gebäudereste des 1. bis 3. Jahrhunderts (mit einem Mithräum von ca. 240),
- Ausbau der antiken Räume als frühchristliche Basilika mit der Bezeichnung Titulus Clementis um 384 („Unterkirche“)
- mittelalterliche Basilika San Clemente über dem Niveau der frühchristlichen Kirche ab 1108 („Oberkirche“).

## Vorgängerbauten

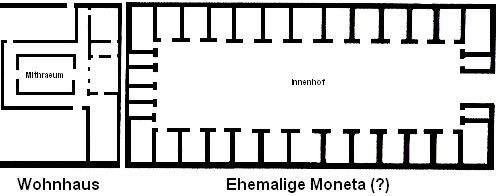
Schematischer Grundriss der antiken Gebäude unter San Clemente

Bei dem großen Brand von Rom 64 n. Chr. waren die Gebäude im Umkreis der heutigen Kirche vollständig verwüstet worden. Reste der Fundamente eines zerstörten Gebäudes, die für die nachfolgenden Bauten wiederverwendet wurden, fanden sich bei Ausgrabungen. Auf den Trümmern wurden kurze Zeit nach dem Brand zwei Gebäude errichtet. Das größere (29 × 60 m), östlich gelegene, bestand aus einem großen Hof und zahlreichen, tonnengewölbten Kammern aus Tuffstein, die zum Hof hin geöffnet waren. Bei diesem Gebäude kann es sich um eine Moneta, eine staatliche Münzprägestätte gehandelt haben, die sich Inschriften zufolge in dieser Gegend befunden haben soll.
Westlich, nur durch eine schmale Gasse getrennt, schloss sich ein mehrgeschossiges Gebäude aus Ziegelsteinen an, dessen Räume ebenfalls um einen (allerdings wesentlich kleineren) Hof gruppiert waren.
Für dieses Gebäude gibt es zwei unterschiedliche Theorien:
Die erste Theorie schließt aus der aufwendigen Ausstattung mit Mosaikfußböden und Stuckarbeiten an den gewölbten Decken, dass es sich bei diesem großzügig ausgestatteten Gebäude um das herrschaftliche Wohnhaus des Konsuls Titus Flavius Clemens handelte. Daran knüpft die Legende an, dass der Konsul, ein Mitglied der flavischen Kaiserfamilie, mit seiner Familie zum Christentum übergetreten und später als Märtyrer gestorben sei und dass der spätere Papst Clemens I. ein freigelassener Sklave aus diesem Hause war und wie üblich, als Freigelassener den Namen seines ehemaligen Herrn übernommen hätte. Deshalb sei später der gesamte Komplex nach ihm benannt worden.
Nach der zweiten Deutung soll es wegen der Nähe zum Kolosseum und zu der nur einen Baublock entfernten Gladiatoren-Kaserne Ludus Magnus wahrscheinlicher sein, dass es sich um ein öffentliches Gebäude gehandelt habe, welches möglicherweise zur Moneta gehörte. Ein Hinweis für die Richtigkeit dieser Theorie kann darin gesehen werden, dass in der Regierungszeit von Kaiser Septimius Severus, um das Jahr 200, der kleine Innenhof eingewölbt und dort ein Mithräum eingebaut wurde, was in der Regel in öffentlichen Gebäuden geschah, wo die dortigen Angestellten für die mystischen, orientalischen Religionen empfänglich waren.
Die Frage, ob es sich im westlichen Gebäude um ein Privathaus oder eine öffentliche Einrichtung gehandelt hat, ist von Bedeutung für die Ursprünge der späteren Kirche. Bei einem Privathaus wäre es denkbar, dass möglicherweise bereits im 2. Jahrhundert in einem der Räume eine Hauskirche eingerichtet worden ist. Bei einem öffentlichen Gebäude wäre dies aber in der Zeit vor Konstantin unwahrscheinlich. Ein Titulus Clementis ist jedenfalls für das 4. Jahrhundert bezeugt. Es gibt in Rom eine Reihe von Beispielen – so Santa Sabina –, dass solche Titelkirchen ursprünglich nicht nach einem Heiligen, sondern nach ihrem Stifter benannt worden sind, und dass erst durch spätere Generationen aus Unwissenheit fromme Legenden um diesen Namen kreiert wurden. Ob es sich bei San Clemente auch um einen solchen Fall handelt oder ob die Kirche von Anfang an dem verehrten Clemens von Rom geweiht war, ist unsicher.
Das Mithräum war in dieser Zeit jedenfalls noch in Benutzung, bis 391 die heidnischen Religionen verboten wurden. Es ist hier somit eindrucksvoll dokumentiert, wie in der römischen Antike verschiedene Religionen auf engstem Raum nebeneinander ausgeübt worden sind.

## Geschichte und Baubeschreibung

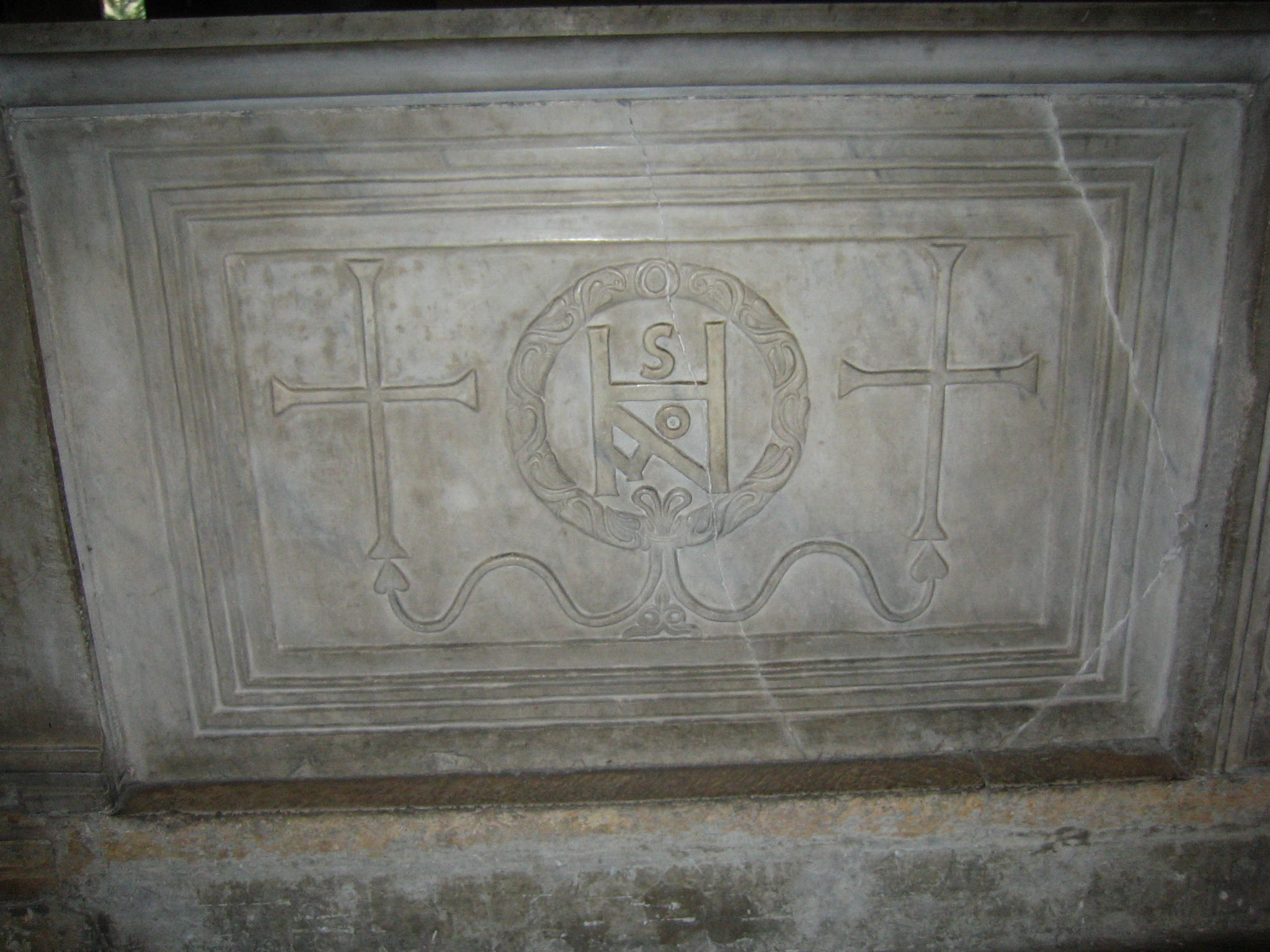
Marmor-Chorschranken mit dem Monogramm Johannes II.

Die mutmaßliche Moneta war gegen 250 n. Chr. aufgegeben worden. Anschließend hat man den Innenhof und die Kammern mit Erde und Schutt der oberen Etagen verfüllt und auf dem so geschaffenen Fundament eine 35 × 29 m große Halle errichtet, deren Funktion bis heute nicht geklärt ist. Um das Jahr 384 wurde diese Halle unter Papst Siricius (384–399) in eine dreischiffige Basilika umgebaut und bereits damals dem als Heiligen verehrten Clemens I. geweiht. Die Räume im ersten Stockwerk der römischen Gebäude wurden zu Seitenschiffen verbunden und der frühere Innenhof als Mittelschiff überdacht. Zwei Reihen von je acht Säulen mit Arkaden trennten die Schiffe voneinander. Die Stirnwand wurde durchbrochen und im ersten Geschoss des westlichen Gebäudes – teilweise über dem Mithräum – eine breite, halbkreisförmige Apsis errichtet. Im Osten entstand ein Narthex mit fünf Arkadenöffnungen hinaus in ein Atrium. Auf der Nordseite der frühchristlichen Kirche wurde im 6. Jahrhundert auch ein Baptisterium eingerichtet.  Besondere Bedeutung erlangte die frühchristliche Kirche durch die dort abgehaltenen Römischen Synoden von 417, 499 und 595. Im Jahr 417 bezeichnete Papst Zosimus die Kirche in seinen Briefen als sancti Clementis basilica.
Anfang des 6. Jahrhunderts wurde die Innenausstattung der frühchristlichen Kirche erneuert, insbesondere der Altar mit Ziborium und die Altarschranken für das Presbyterium, alles gestiftet von dem damaligen Presbyter Mercurius, dem späteren Papst Johannes II. (533–535). Teile davon hat man später in der Oberkirche wiederverwendet, darunter die aus prokonnesischem Marmor gearbeiteten Chorschranken der Schola cantorum, einige mit dem Monogramm von Papst Johannes II. Diese Schrankenplatten gehören zu der ältesten in Rom nachgewiesenen Schola cantorum. Wegen der Vergleichbarkeit der Schmuckformen und der Verarbeitung mit entsprechenden Werkstücken in der Hagia Sophia in Konstantinopel wird vermutet, dass diese Chorschranken aus derselben Werkstatt stammen, zumal es zu dieser Zeit in Rom noch keine derart qualitätvollen Arbeiten gegeben hat. Außerdem ist noch ein Teilstück von dem Architrav des Ziboriums erhalten geblieben, heute eingebaut in Bodennähe der linken Umfassungsmauer innen unter den letzten beiden Schrankenplatten; es trägt die Inschrift: 
ALTARE TIBI D(eus)S SALVO HORMISDA PAPA MERCVRIVS P(res)B(byter) CVM SOCIIS OF(fert) 
(„Den Altar bringt dir, Gott, mit Genehmigung des Papstes Hormisdas der Presbyter Mercurius mit seinen Gefährten dar“.)
Auch die aus Carrara-Marmor gearbeiteten Säulen und Kapitelle des frühchristlichen Ziboriums stammen von Konstantinopeler Künstlern. Davon sind noch zwei Kapitelle erhalten geblieben, und zwar eines mit genetztem Korbgeflecht und ein zweites mit durchbrochenem Akanthusblattwerk. Das Kapitell mit dem Blattwerk trägt auf dem Rand der Deckplatte die Stifterinschrift: 
+ MERCVRIVS P(res)B(yter) SanC(ta)E EC(lesiae Romanae) (servus) D(omin)NI 
(„Mercurius, Presbyter der heiligen römischen Kirche, Diener des Herrn“). Diese beiden außerordentlich kunstvoll gearbeiteten Kapitelle sind in der Oberkirche am Renaissance-Grabmal des Kardinals Antonio Giacomo Venerio (am Ende des linken Seitenschiffs) wiederverwendet worden.
1084 wurde Rom von den Normannen unter Robert Guiscard geplündert und dabei auch San Clemente schwer beschädigt. Zur Stabilisierung vermauerte man die Bögen zwischen den Säulen und füllte die Flächen mit – zum Teil erhaltenen – Fresken aus, in denen die Clemenslegende erzählt wird. Die Stabilisierungsmaßnahmen hatten aber keinen nachhaltigen Erfolg.

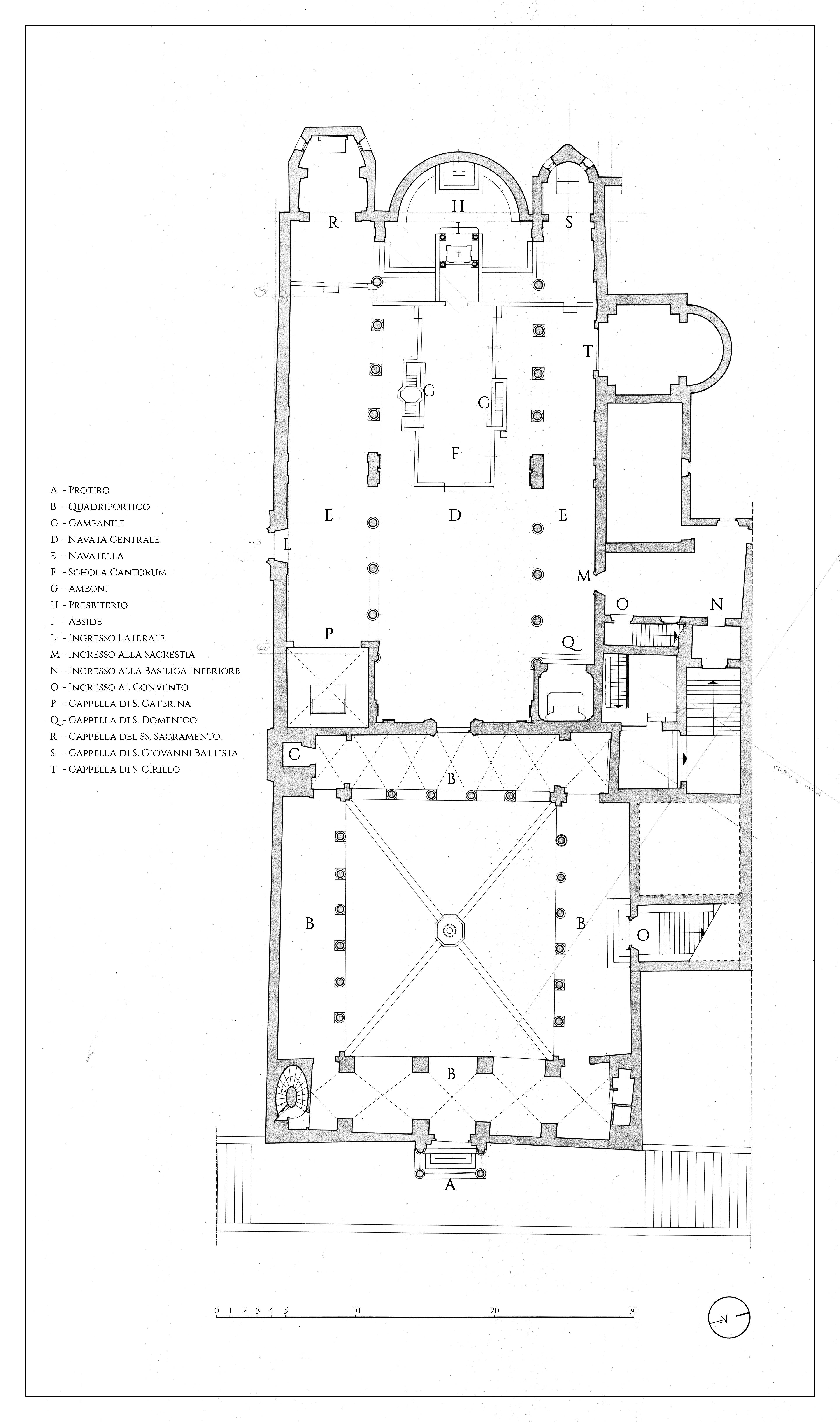
Grundriss der Oberkirche (12. Jh.)

Unter Papst Paschalis II. (1099–1118), der selbst Kardinalpriester von San Clemente gewesen war, wurde die Ruine der frühchristlichen Kirche bis zur Höhe der Pfeiler verfüllt und als Fundament für die heutige Kirche (Bauzeit 1108–1128) benutzt. Etwa 20 m über dem Niveau der Römerzeit entstand der Neubau einer wiederum dreischiffigen, etwas kleineren Basilika (ca. 40 × 20 m) mit folgenden Besonderheiten: 
Über dem bisherigen Mittelschiff erstrecken sich jetzt das neue Mittelschiff und zusätzlich das rechte (schmalere) Seitenschiff, während das linke Seitenschiff die bisherigen Ausmaße beibehält; die Hauptapsis wird dem schmaleren Mittelschiff angepasst und ist flankiert von ungleich breiten Nebenapsiden. Beiderseits vier Säulenpaare mit jeweils einem Pfeiler am Anfang, in der Mitte und am Ende des Mittelschiffs (Stützenwechsel) tragen den Obergaden mit ursprünglich großen Rundbogenfenstern, darüber ein offener Dachstuhl. Die Säulen mit ionischen     Kapitellen sind aus verschiedenen Steinsorten und haben glatte Schäfte – mit Ausnahme von den zwei Säulen mit Hohlstreifen in Höhe der Schola cantorum, die im Mittelschiff vor der Apsis aus den Schrankenplatten der Unterkirche eingebaut worden war. Als Kosmatenarbeiten des 12. Jahrhunderts kamen hinzu: Altarziborium und Bischofsthron in der Apsis, die beiden Ambonen und der Osterleuchter an der Schola cantorum, der Mosaikfußboden in allen Kirchenschiffen sowie die zwölf roten Porphyrplatten im Mittelgang als Hinweis auf die zwölf Apostel. So entstand eine der schönsten mittelalterlichen Ausgestaltungen von Kirchenschiff und Chor in Italien.
Ab 1430 wurde die Cappella di Santa Caterina angebaut. Die Fresken von Masolino da Panicale, die das Martyrium der heiligen Katharina darstellen, gehören zu den ersten Werken der römischen Renaissance.
1645 übertrug Kardinal Camillo Pamphilj Kirche und Kloster dem Orden der Dominikaner, ehe beides 1677 auf die irischen Dominikaner überging, die während des Englischen Bürgerkriegs aus Irland hatten fliehen müssen.
Von 1715 bis 1719 hat Carlo Stefano Fontana, Neffe von Domenico Fontana, die Kirche im barocken Stil umgestaltet u. a. mit Stuckierung und Bemalung der Hochschiffwände und Einbau einer Kassettendecke.
1857 begann Pater Joseph Mullooly mit den Ausgrabungen, bei denen bis heute große Teile der Vorgängerbauten von San Clemente wiederentdeckt wurden.

## Rundgang

### Außen

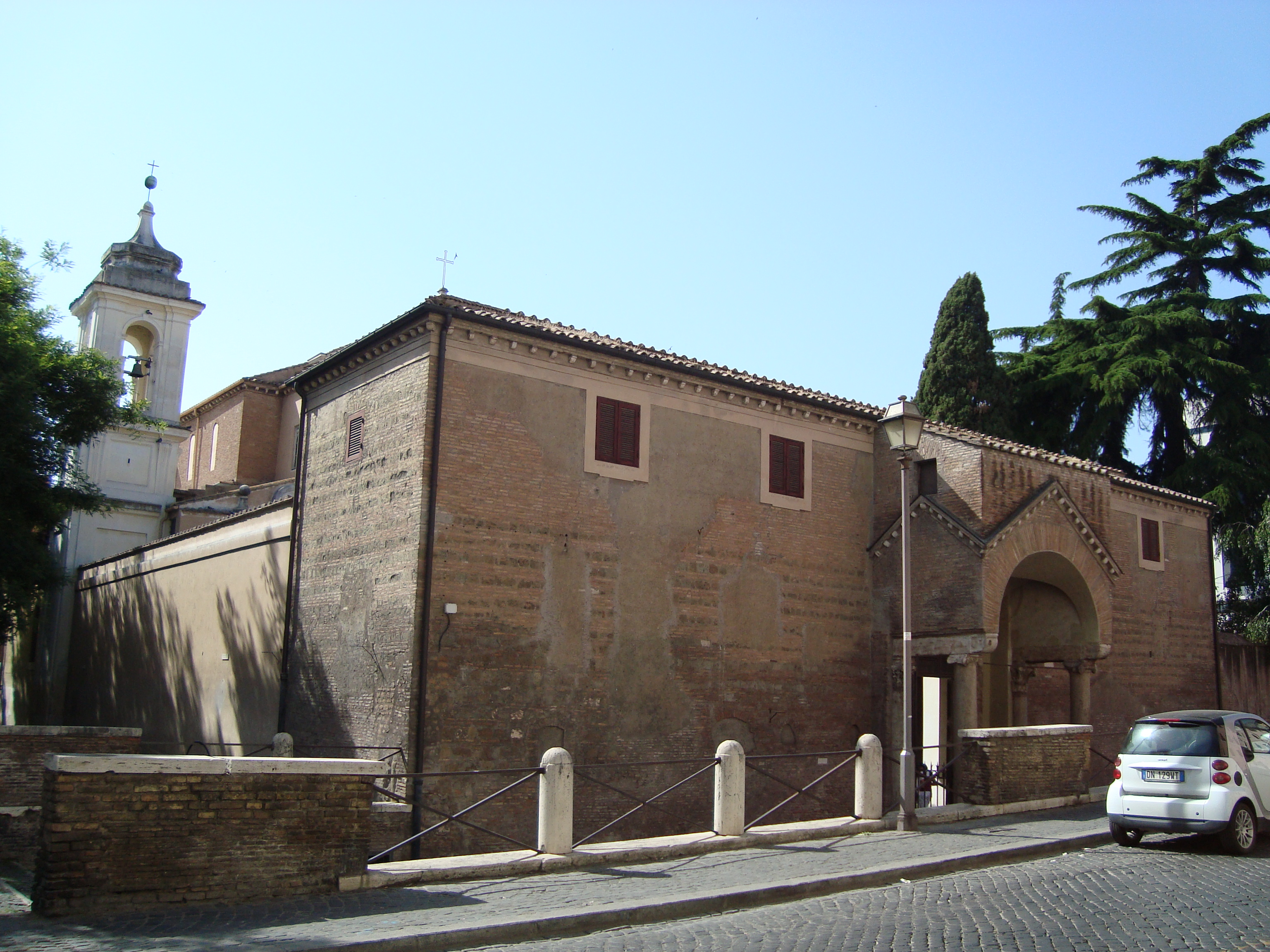
Äußeres von Südosten

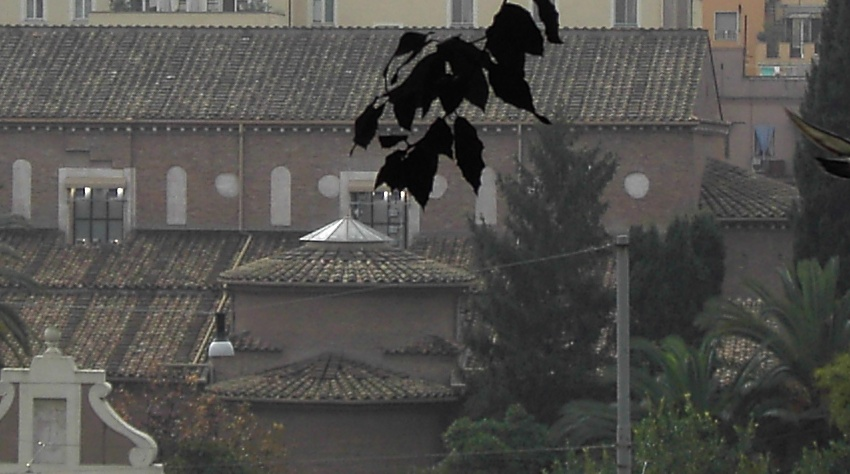
Außenwand von Norden

Der Außenbau der Kirche ist sehr schlicht und kaum architektonisch gestaltet; er besteht im Wesentlichen aus flachen Ziegeln, teilweise als Sichtmauerwerk und teilweise verputzt. 
Sowohl auf der Nordseite als auch auf der Südseite ist von dem ehemaligen Lichtgaden noch die Vermauerung der ursprünglichen Rundbogenfenster des Mittelschiffs zu sehen. An der Südseite befindet sich der heutige Kircheneingang durch das Seitenportal im linken Seitenschiff. Neben dem Seiteneingang sind in gerahmten Feldern die Drei Berge aus dem Albani-Wappen von Papst Clemens XI. (1700–1721) zu sehen.

### Atrium und Vorhalle
Von der Piazza San Clemente aus führen Stufen hinunter zu dem ehemaligen Hauptzugang, einem
baldachinartigen Portalvorbau mit zwei freistehenden ionischen Spoliensäulen und zwei korinthischen Halbsäulen. Dahinter öffnet sich das Atrium, ein beinahe quadratischer Hof mit offenen Hallengängen an den Seiten, deren Pultdächer von je sechs Spoliensäulen mit Architrav gestützt werden; es ist eines der letzten Beispiele für die frühchristliche Bauform eines solchen Vorhofs in Rom. In der Mitte des Atriums steht eine Brunnenschale aus dem 18. Jahrhundert als Nachfolger des frühchristlichen Reinigungsbrunnens.
Über der Vorhalle aus dem 12. Jahrhundert mit vier antiken ionischen Säulen erhebt sich die schlichte Barockfassade der Kirche mit großem Rundbogenfenster und Dreiecksgiebel, die Fontana ab 1715 geschaffen hat. Auf der Südwestseite der Kirche erhebt sich der um 1600 errichtete Campanile.

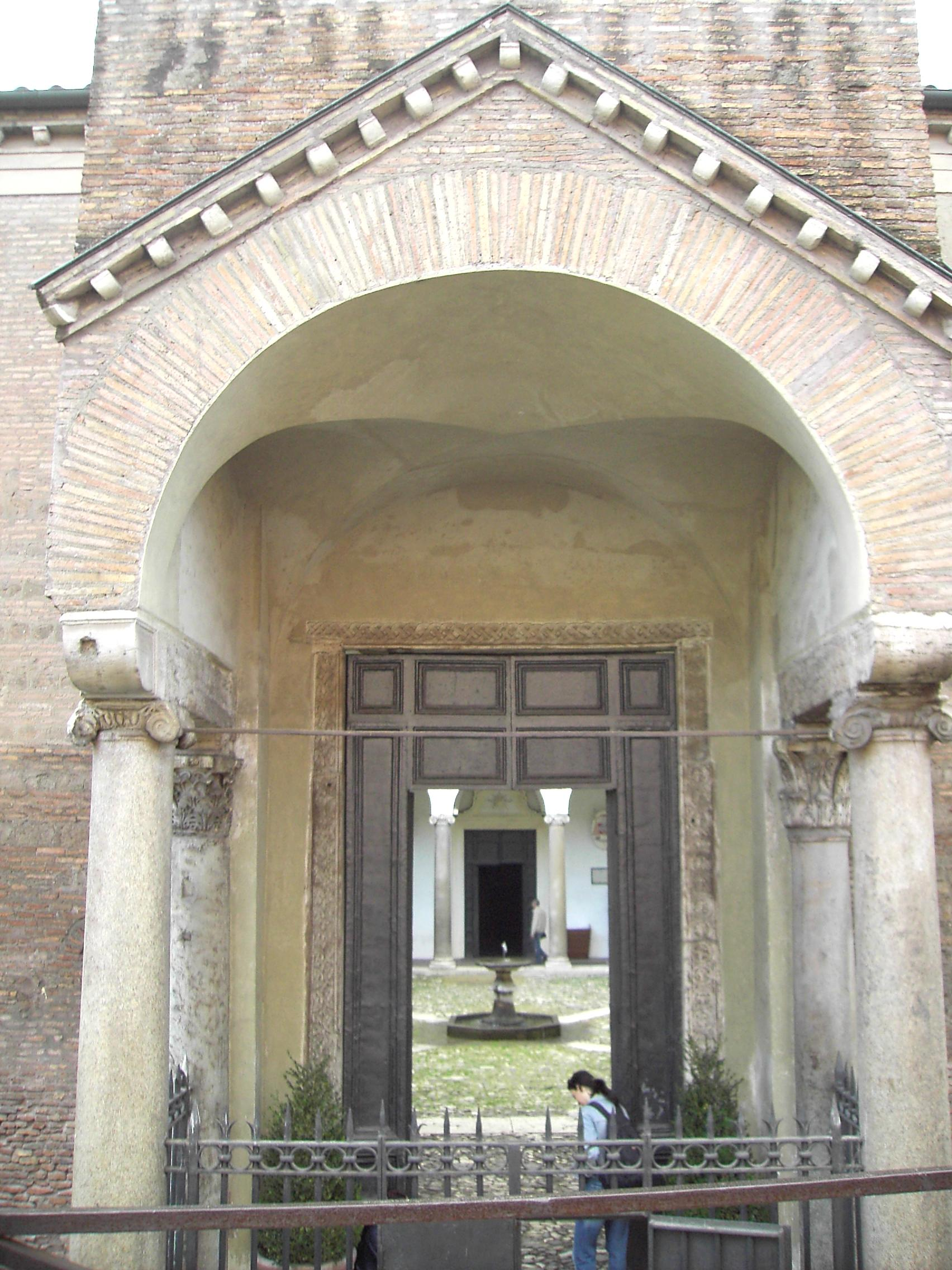
Portalvorbau und Blick in das Atrium (12. Jh.)
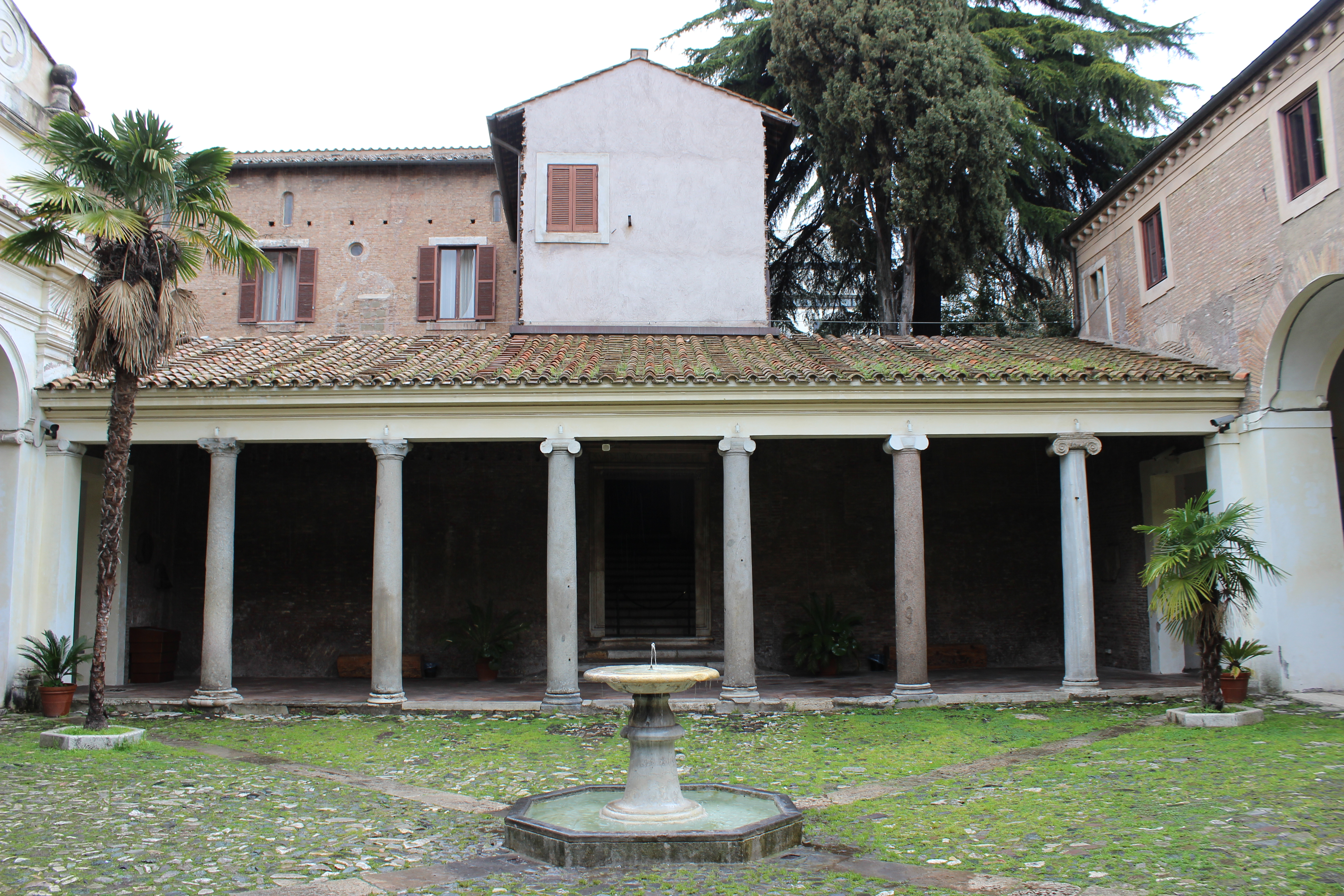
Atrium (12. Jh.)
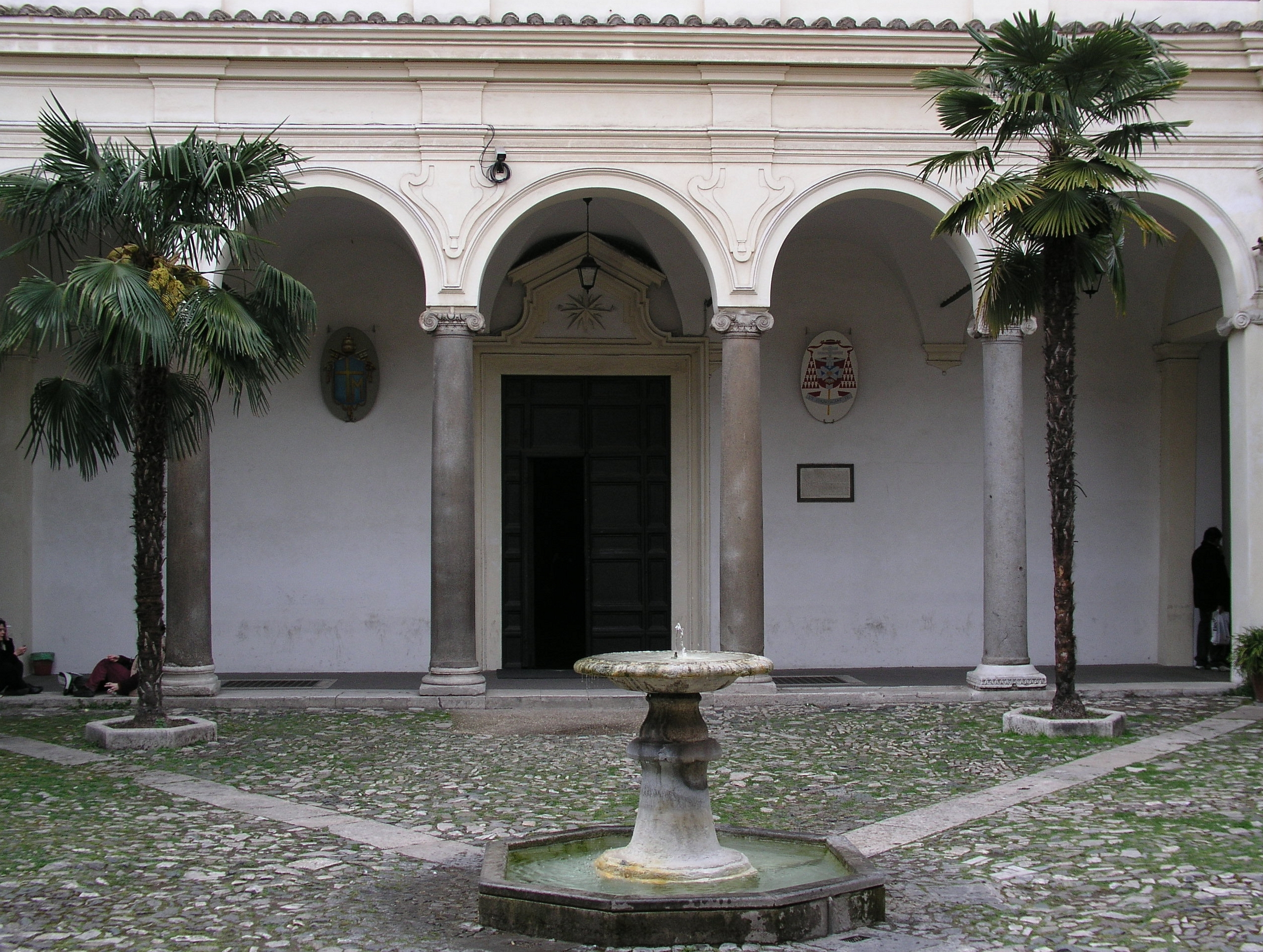
Atrium und Haupteingang zur Kirche
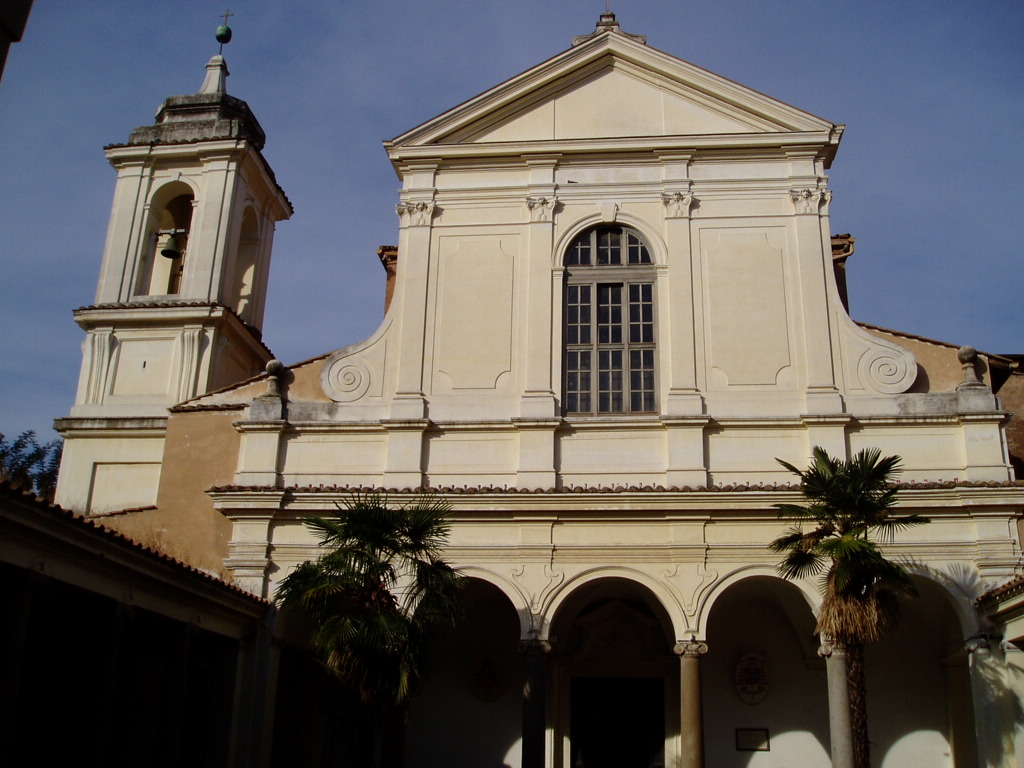
Glockenturm (17. Jh.) und Fassade (18. Jh.)

### Oberkirche

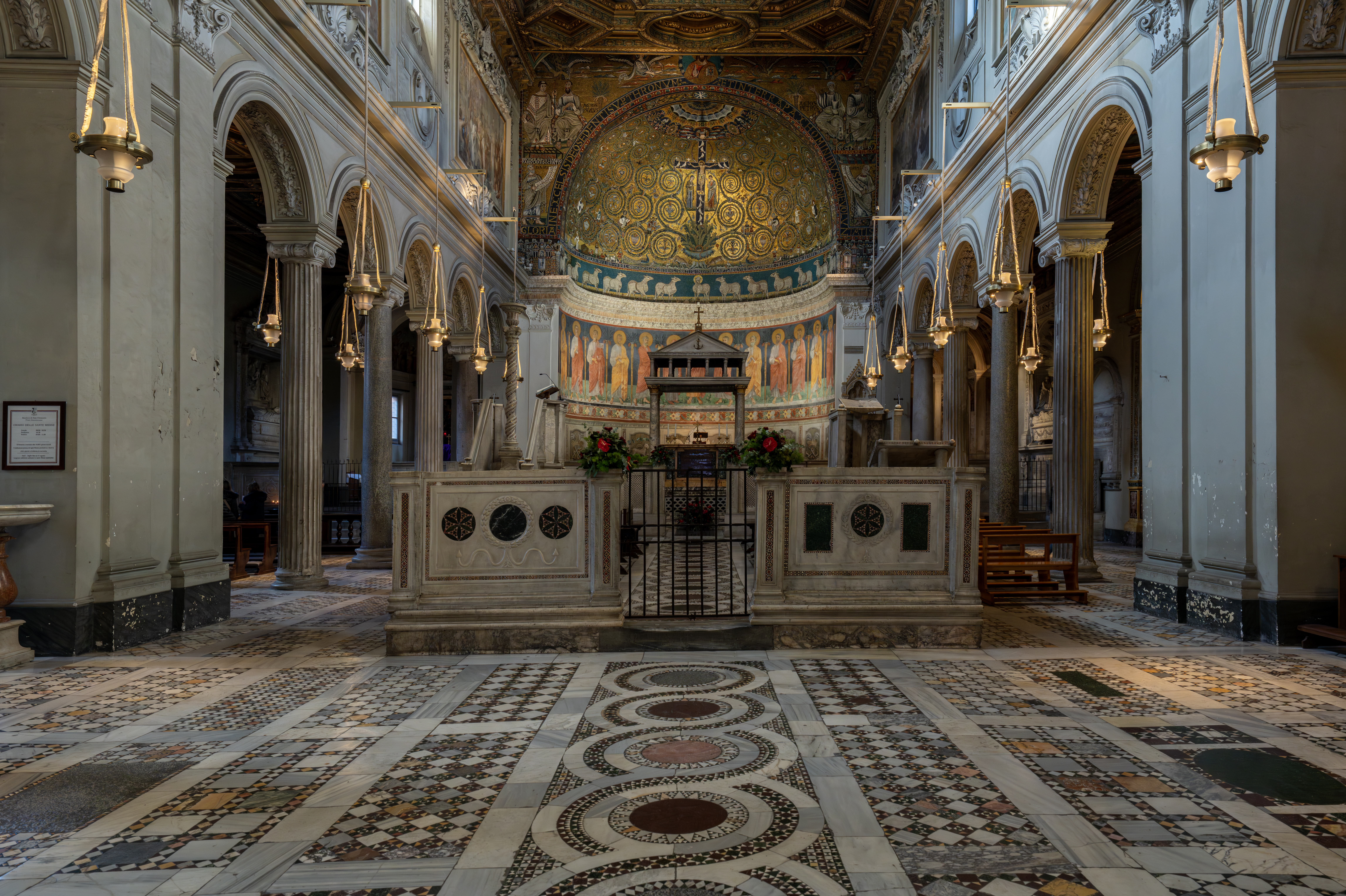
Innenraum der Oberkirche

Die Oberkirche zeigt die traditionelle Raumfolge eines frühchristlichen Gotteshauses: Tor – Vorhof (Atrium) mit Reinigungsbrunnen – Vorhalle (Narthex) – Gemeinderaum (Kirchenschiff) – Sängerchor (Schola cantorum) – Presbyterium mit Hochaltar – Apsis. 
Außer den bereits beschriebenen Ausstattungsgegenständen der Kirche sind die um 1118 entstandenen Mosaiken in der Apsis und am Apsisbogen besonders hervorzuheben.

#### Katharinenkapelle
Links vom Haupteingang liegt die erwähnte Katharinenkapelle von Masolino (vor 1431). Dieser gehört zu den ersten Künstlern, die nach der Rückkehr der Päpste aus Avignon nach Rom kamen. An der rechten Wand erkennt man Szenen aus dem Leben des Ambrosius von Mailand und an der linken die „Vita der hl. Katharina von Alexandrien“. Masolino führt in seiner Darstellung der Katharinenlegende erstmals die Zentralperspektive in die römische Malerei ein, die in Florenz sein Schüler Masaccio gemeinsam mit Filippo Brunelleschi entwickelt hatte.
Im rechten Seitenschiff befindet sich seit 1866 der Zugang zur Unterkirche; in dem Stiegenhaus ist ein kleines Lapidarium untergebracht.

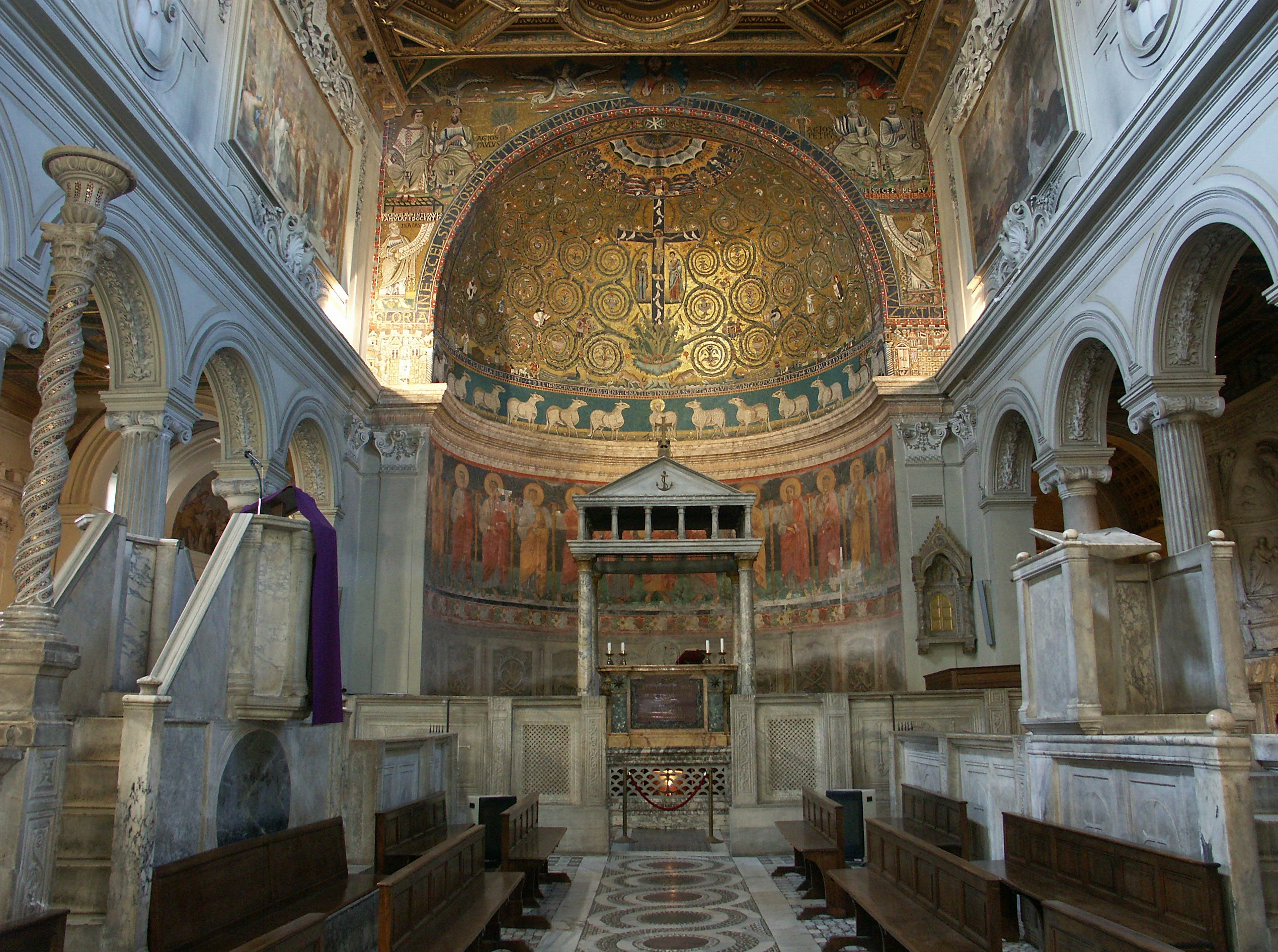
Presbyterium, Schola cantorum und Apsis
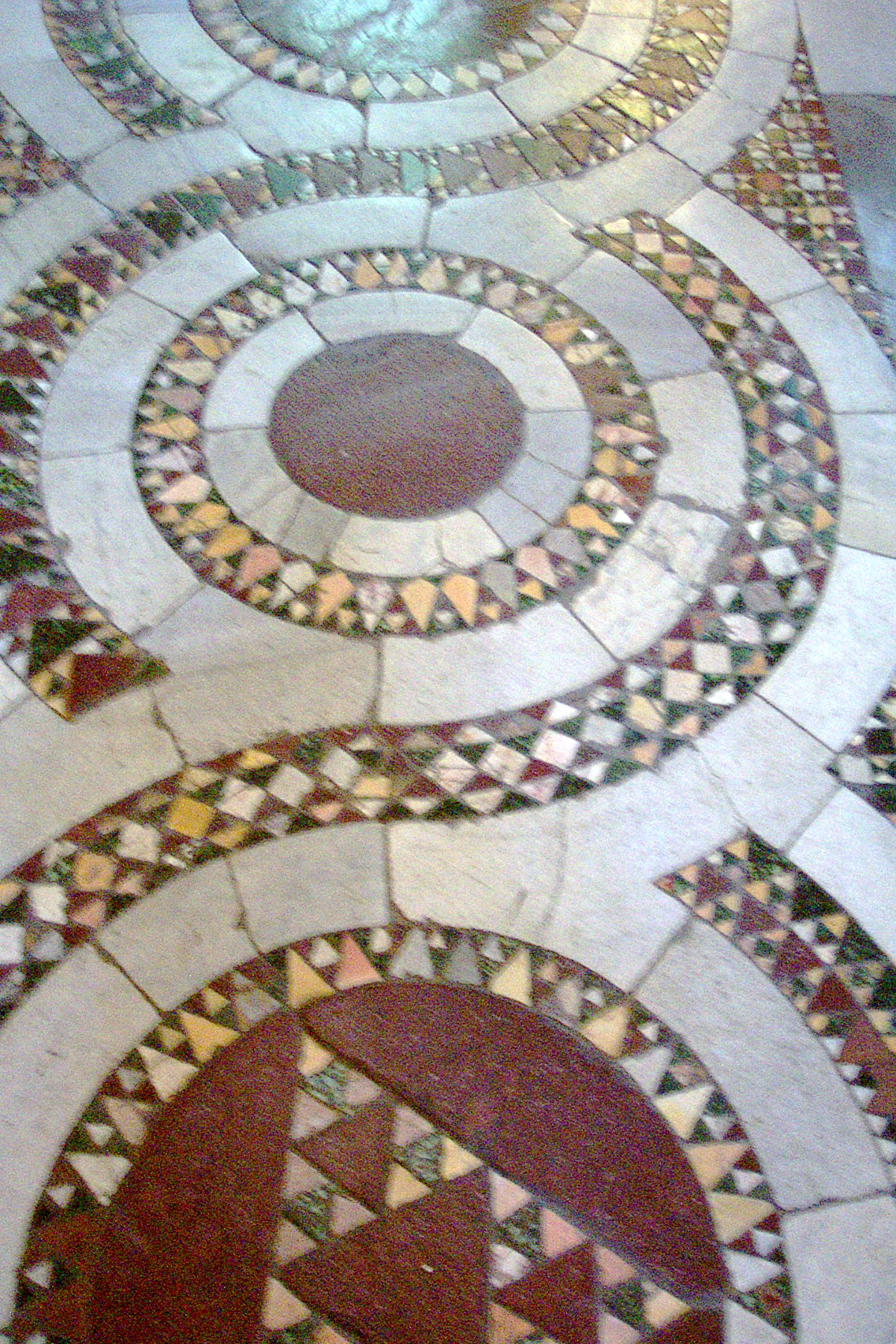
Fußbodenmosaik der Kosmaten
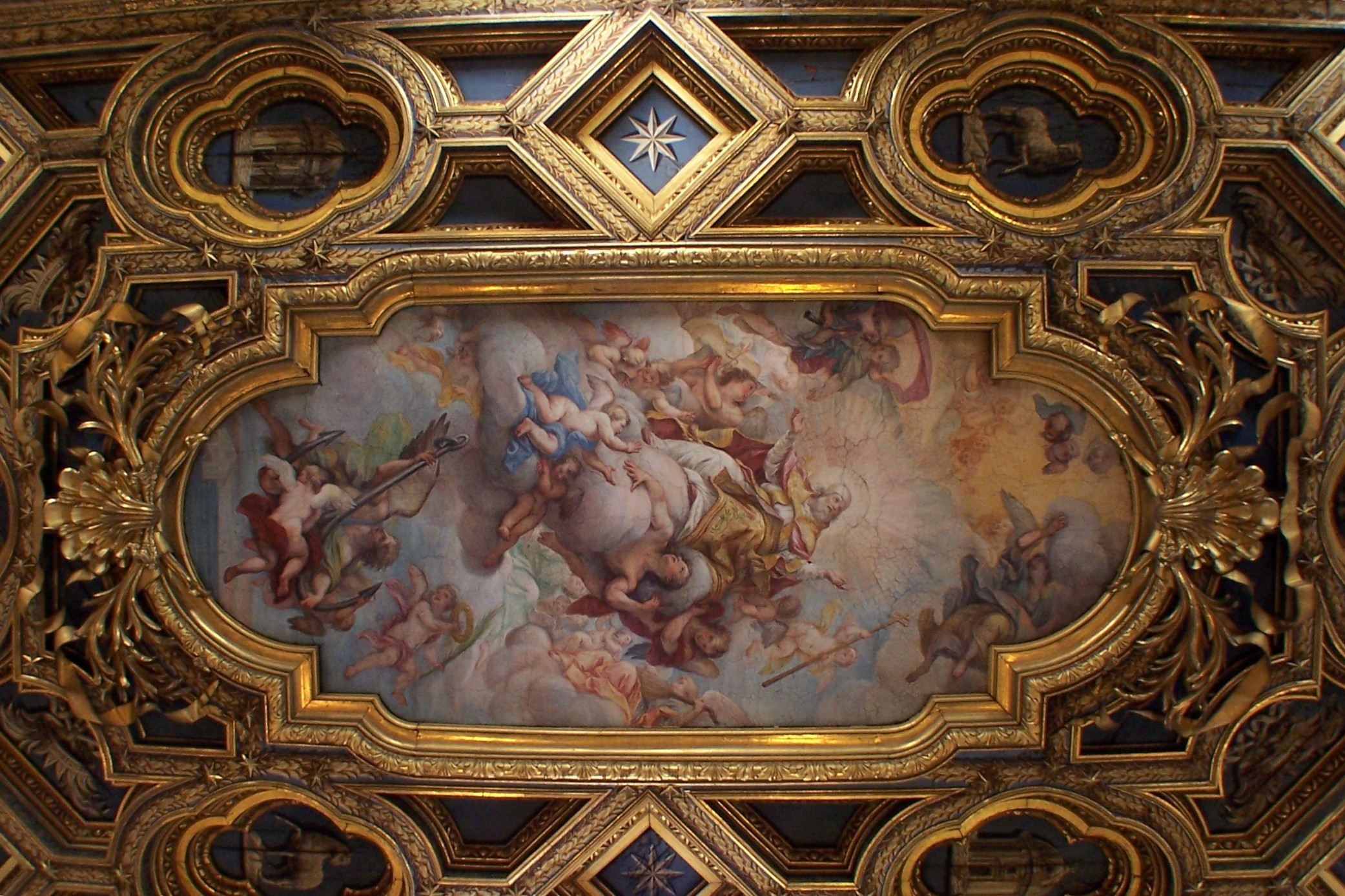
Decke der Oberkirche
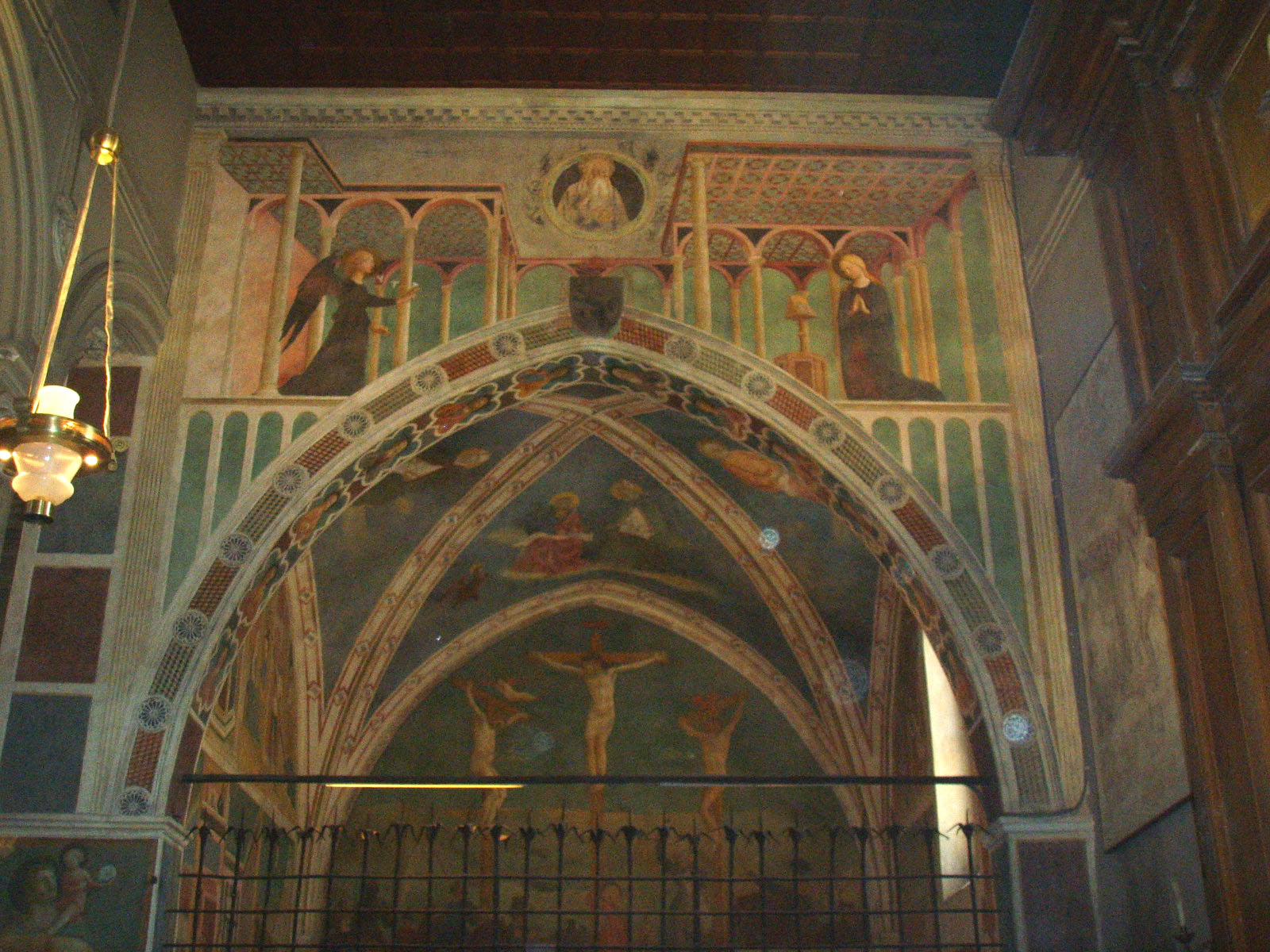
Katharinakapelle von Masolino

#### Mosaiken an Apsis und Apsisbogen
In der Apsiskalotte wird die Verehrung des Kreuzes als Baum des Lebens unter der von oben erscheinenden Hand Gottes dargestellt; neben dem Kreuz stehen Maria und der Apostel Johannes. Das große Kreuz in Dunkelblau vor goldenem Hintergrund ist seitlich umgeben von je fünf in Rundungen nach oben rankenden Weinstöcken, die alle unter dem Kreuzesstamm in der vom Blut Christi getränkten Erde wurzeln; nach der unter dem Mosaik verlaufenden Inschrift sollen die Weinstöcke die durch den Kreuzestod Christi zum Paradiesgarten gewandelte und stetig wachsende christliche Gemeinschaft symbolisieren. So sind im Rankenwerk darunter (in kleineren Proportionen) die vier Kirchenlehrer Augustinus von Hippo, Hieronymus, Gregor der Große und Ambrosius von Mailand sowie Männer und Frauen bei ihrer Tagesarbeit zu sehen. 
Am unteren Rand ist der Paradiesgarten dargestellt: Hirtenszenen und in der Mitte die vier Paradiesflüsse, aus denen zwei Hirsche trinken; genau darüber – in kleinerem Format – ein weiterer Hirsch, der eine rote Schlange (den Teufel) angreift oder verjagt. Wegen des Wortlauts der Inschrift wird vermutet, dass hinter dem Mosaik-Kreuz ursprünglich Holzsplitter vom Kreuz Christi aufbewahrt worden sein könnten.  Auf den Kreuzbalken sind zwölf Tauben abgebildet, die ebenso wie die zwölf Lämmer im Fries darunter die Apostel symbolisieren.
Auf den Mosaiken des Apsisbogens sind dargestellt: 
In der oberen Zone der segnende Christus mit den vier apokalyptischen Wesen.
Auf der linken Seite (von unten nach oben): Stadt Bethlehem, Prophet Jesaja, Paulus von Tarsus (mit Schriftrolle) und der Märtyrer Laurentius von Rom (mit den Füßen auf dem glühenden Rost und mit Kreuzstab). 
Auf der rechten Seite (von unten nach oben): Stadt Jerusalem, Prophet Jeremia, Simon Petrus (mit Schriftrolle) und der römische Bischof Clemens I. (mit einem Anker als Zeichen seines Martyriums).
Die Westwand ist mit Fresken aus dem 14. Jahrhundert bemalt. An den Seitenwänden hat Giuseppe Bartolomeo Chiari auf seinen Fresken die Legende des heiligen Clemens von Rom dargestellt.

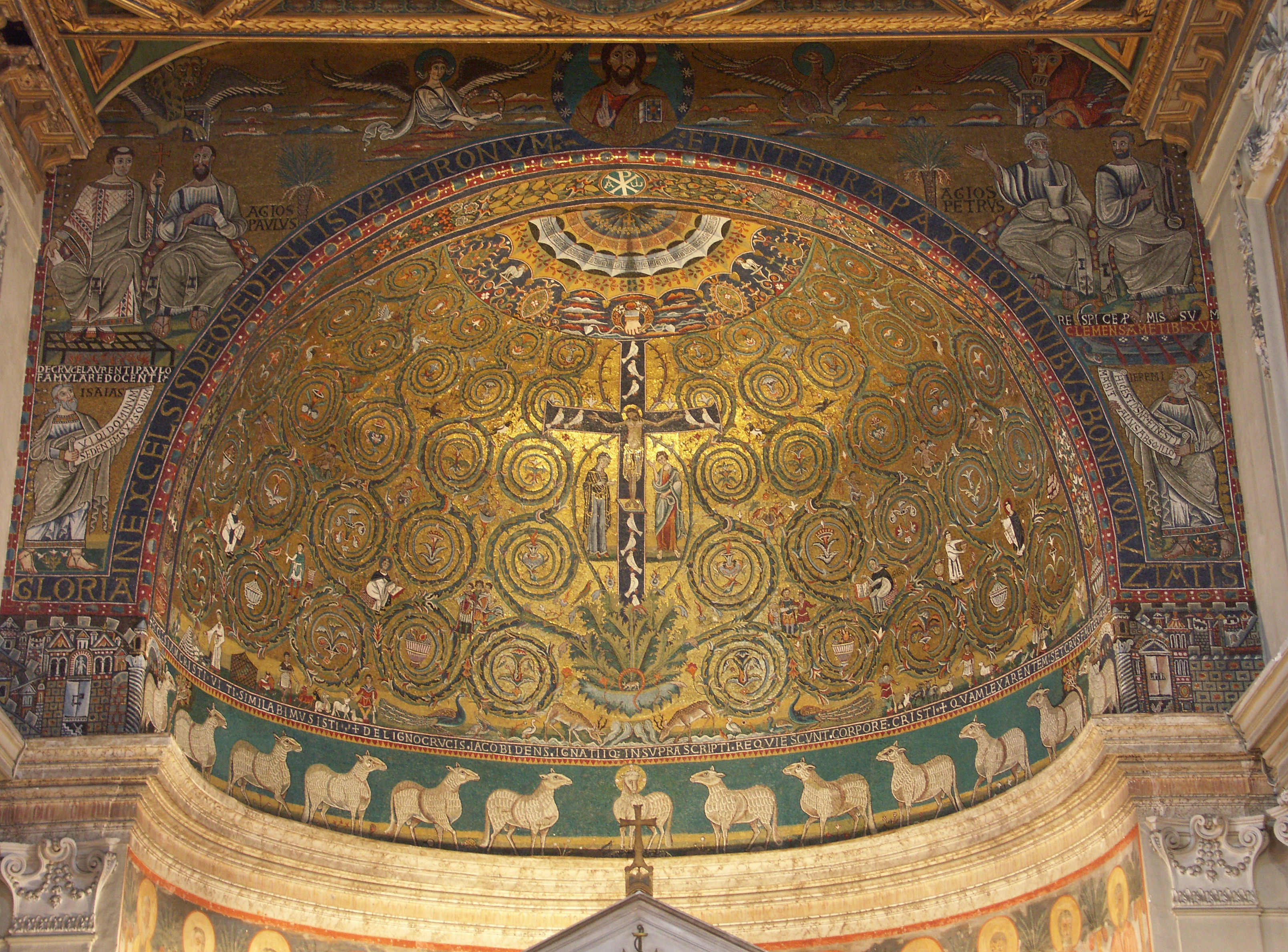
Mosaiken in der Apsis und am Apsisbogen
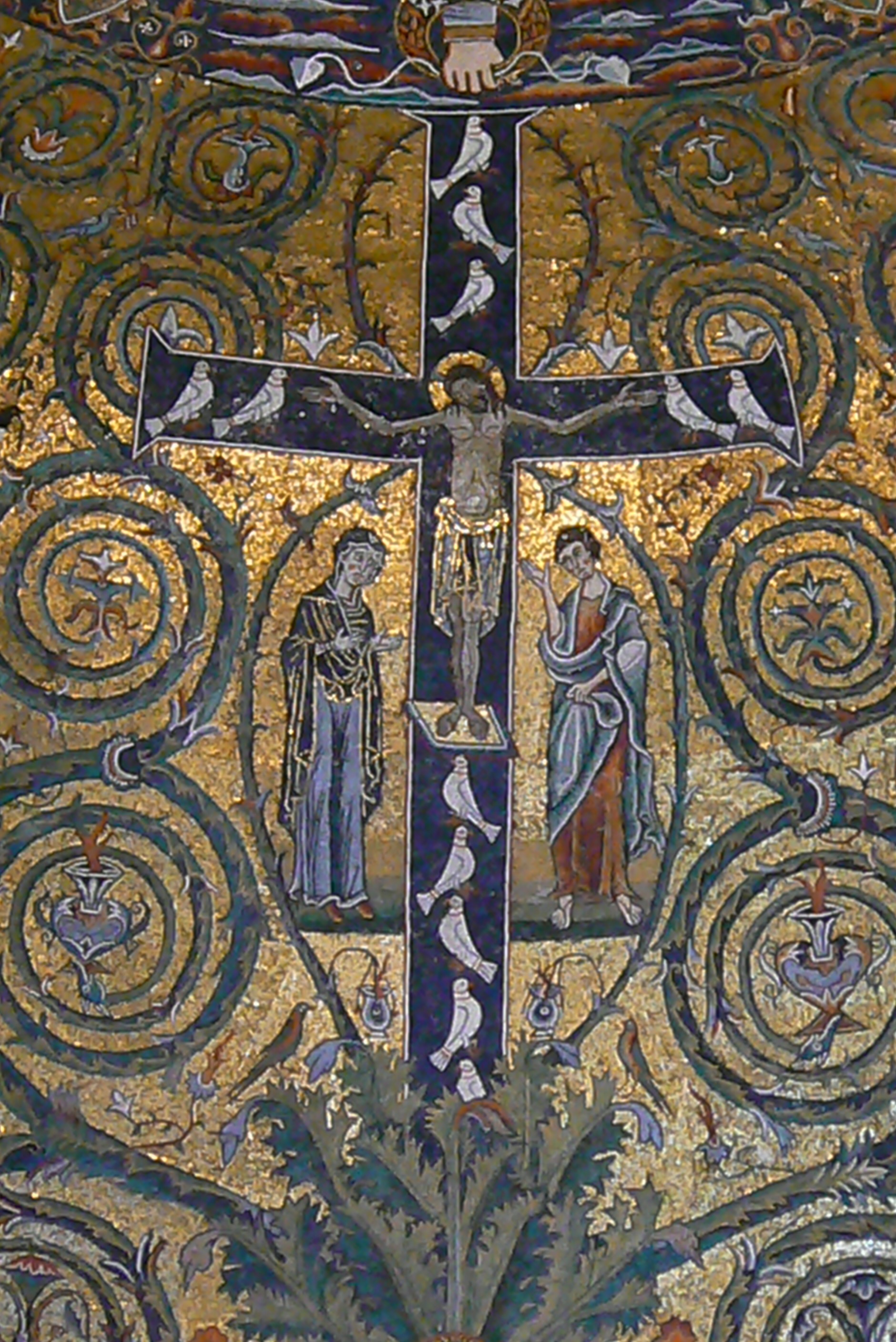
Kreuz zwischen Weinranken
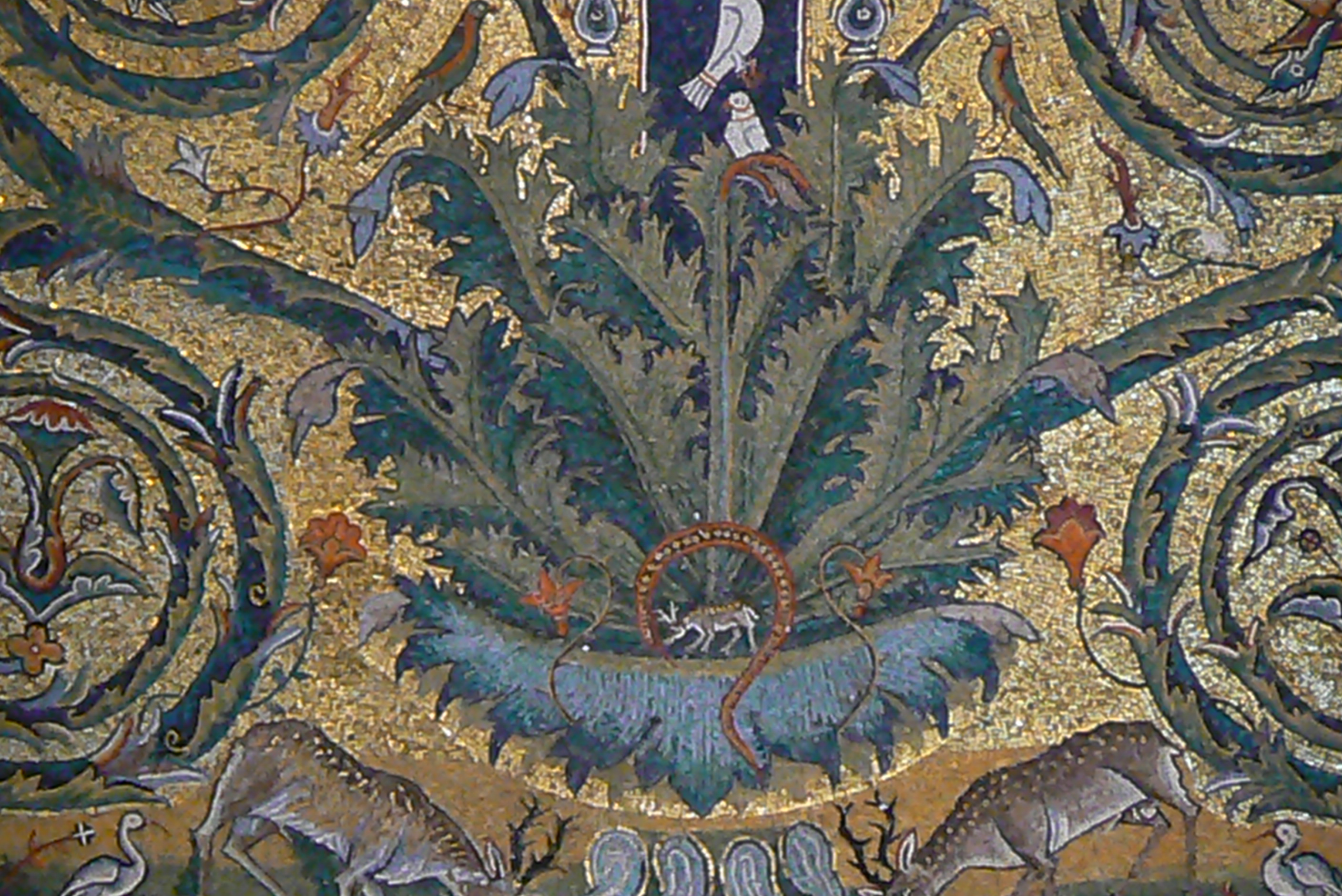
Hirsch kämpft mit Schlange
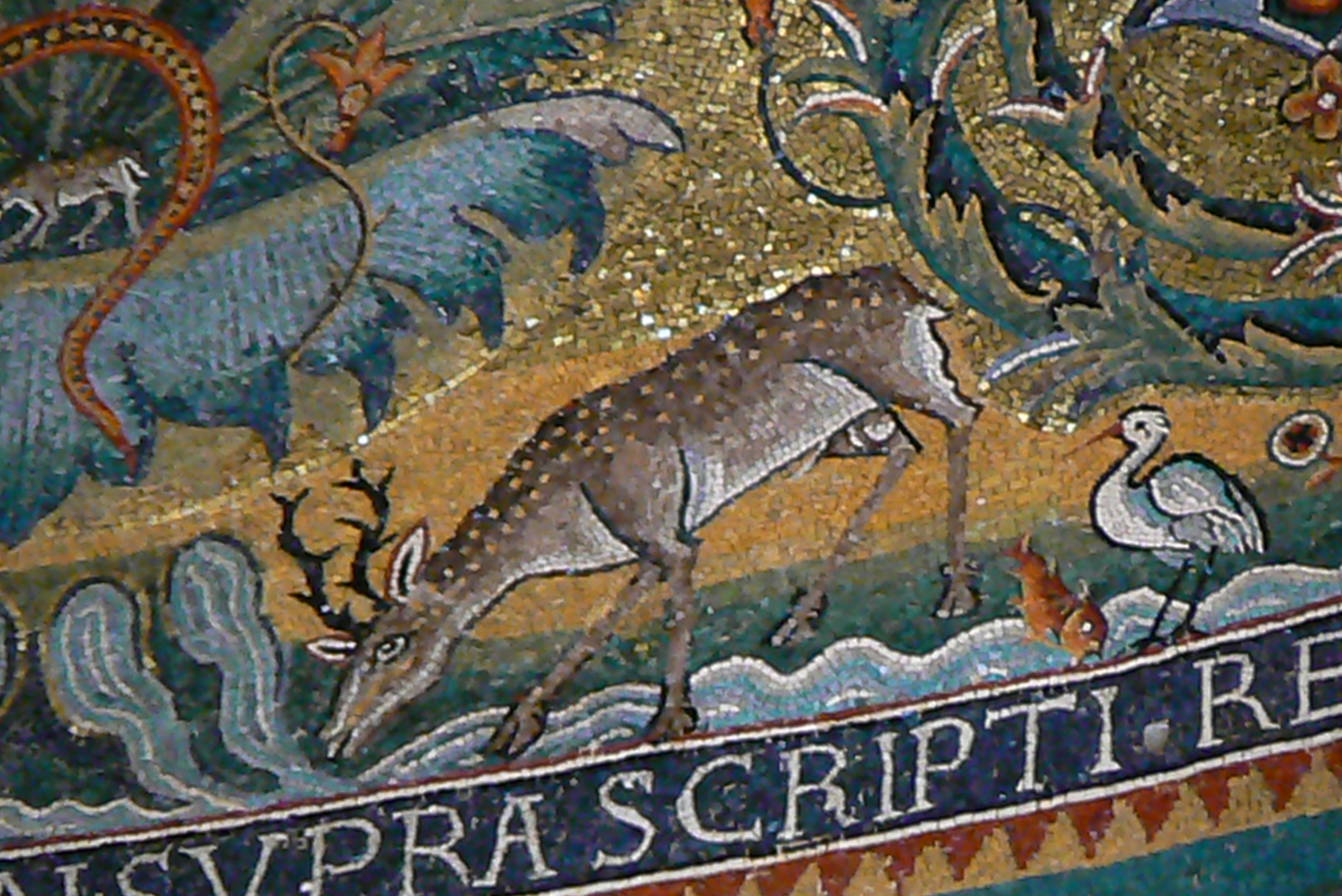
Hirsch am Paradiesfluss
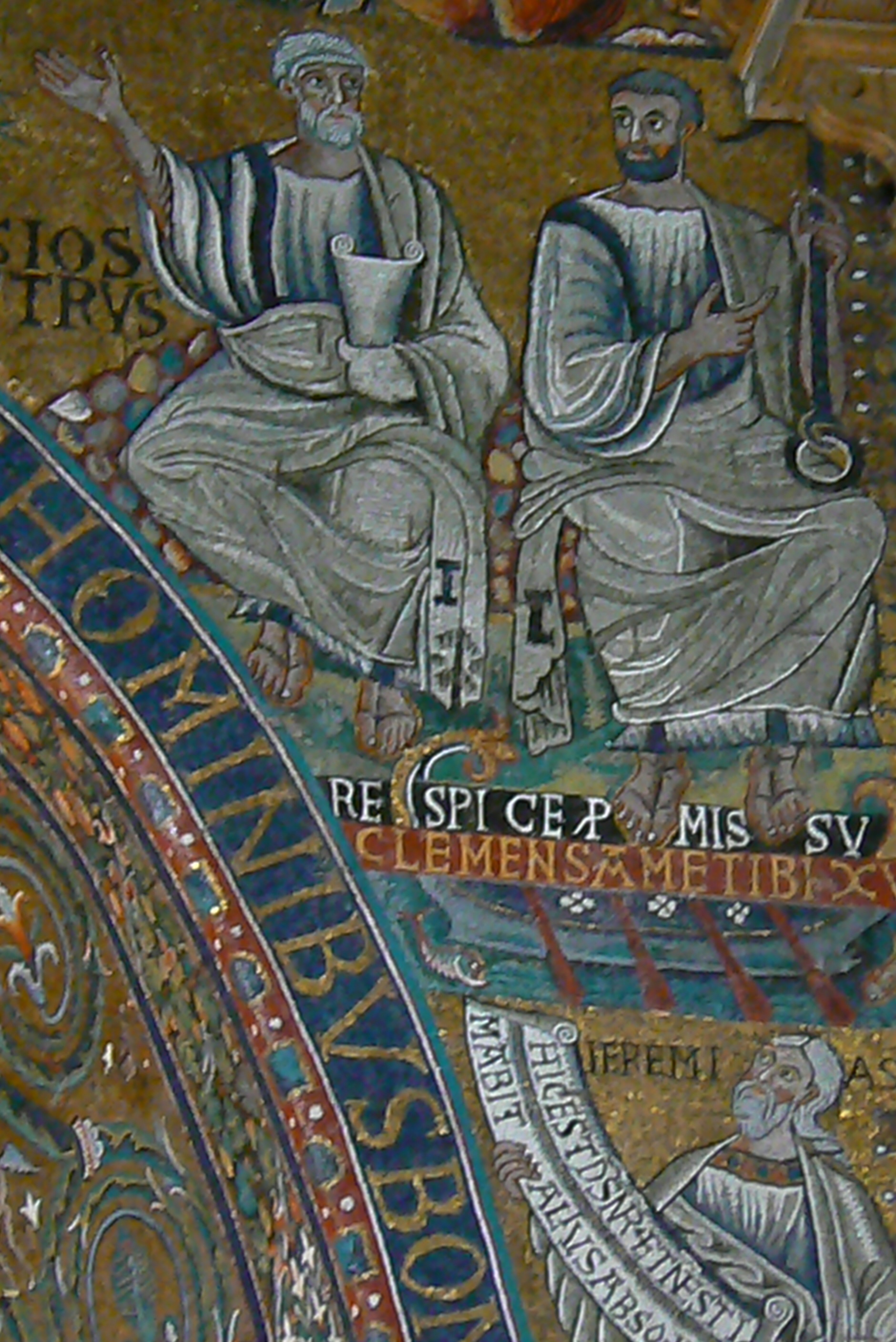
Petrus und Clemens von Rom am rechten Apsisbogen

### Unterkirche
In der 384 von Papst Siricius geweihten Unterkirche befand sich eine Widmungsinschrift mit dem Hinweis, dass die Kirche damals für den als Märtyrer gestorbenen Bischof Clemens von Rom geweiht worden ist; Reste dieser Inschrift sind in der linken Längswand des Lapidariums eingemauert. Die Inschrift ist jedoch nicht vollständig erhalten und könnte möglicherweise auch nicht mit der Weihung der Kirche in Zusammenhang stehen.
Die Stützen im ehemaligen Mittelschiff wurden nachträglich eingefügt und tragen die darüberliegende Oberkirche. An den Innenwänden der drei Kirchenschiffe konnten Fresken aus dem 6.–11. Jahrhundert gesichert werden. Hervorgehoben seien hier die Wandmalereien:
An der Eingangswand links: Thronender Christus mit Andreas, den Erzengeln Michael und Gabriel sowie Clemens von Rom (9. Jahrhundert); rechts: Wunder des Clemens von Rom am Grab im Asowschen Meer; Übertragung der Reliquien des hl. Clemens von Alt-St. Peter nach San Clemente (868). 
An der Innenseite der Eingangswand links: Christi Himmelfahrt mit dem Bild des Stifters Papst Leo IV. (847–855) mit quadratischem Nimbus als Zeichen dafür, dass der Stifter zum Zeitpunkt der Ausführung des Freskos noch gelebt hat; außerdem: Kreuzigung, Frauen am Grab, Abstieg Christi in die Unterwelt und Hochzeit zu Kana. 
Im Mittelschiff an der linken Wand: Inthronisation des Bischofs Clemens von Rom, neben ihm seine Vorgänger Petrus, Linus und Cletus; Messe des hl. Clemens in einer Katakombe; Szenen aus der Clemens-Legende; auf einem Bild ist illustriert, wie der Heilige von Häschern des Präfekten Sisinnius verfolgt wird; sie fesselten eine Säule, die sie – von Gott geblendet – für Clemens hielten, und versuchten die Säule abzuführen, angetrieben vom Präfekten; dessen Worte sind wie bei einem Comic an der Wand zu lesen: Fili de le pute, traite… („zieht, ihr Hurensöhne“). 
Im rechten Seitenschiff ist in der Mitte rechts eine Nische mit dem Fresko einer thronenden Maria Regina mit Kind (7./8. Jahrhundert). Unweit davon steht ein heidnischer Sarkophag aus dem 1. Jahrhundert, der wahrscheinlich eine christliche Nachbestattung enthalten hatte. Die Reliefs zeigen Szenen aus der Geschichte von Phaedra und Hippolytos. 
An der Apsiswand zwischen Mittelschiff und rechtem Seitenschiff: Christus in der Vorhölle, wo er den Satan niedertritt, um den alten Adam zu befreien; links davon die Halbfigur des (nicht bekannten) Stifters mit Gebetsgestus und Buch. 
Am Ende des linken Seitenschiffs: zwei Fresken mit der Kreuzigung Petri und der Taufe eines jungen Mannes durch einen Bischof. Außerdem befindet sich dort die Stelle, die 869 als Grabstätte des Kyrill gedient haben soll und die im 20. Jahrhundert von der Orthodoxen Kirche neu gestaltet wurde. 
Von hier aus kann man auch in das unterste Geschoss hinabsteigen, um das Mithräum und den Bereich der kaiserzeitlichen Gebäudereste zu besichtigen. 

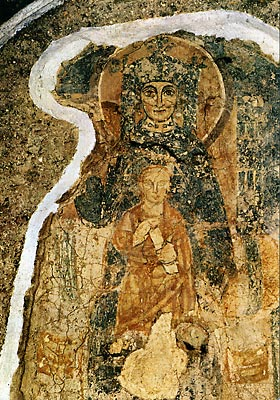
Thronende Maria Regina (7./8. Jh.)
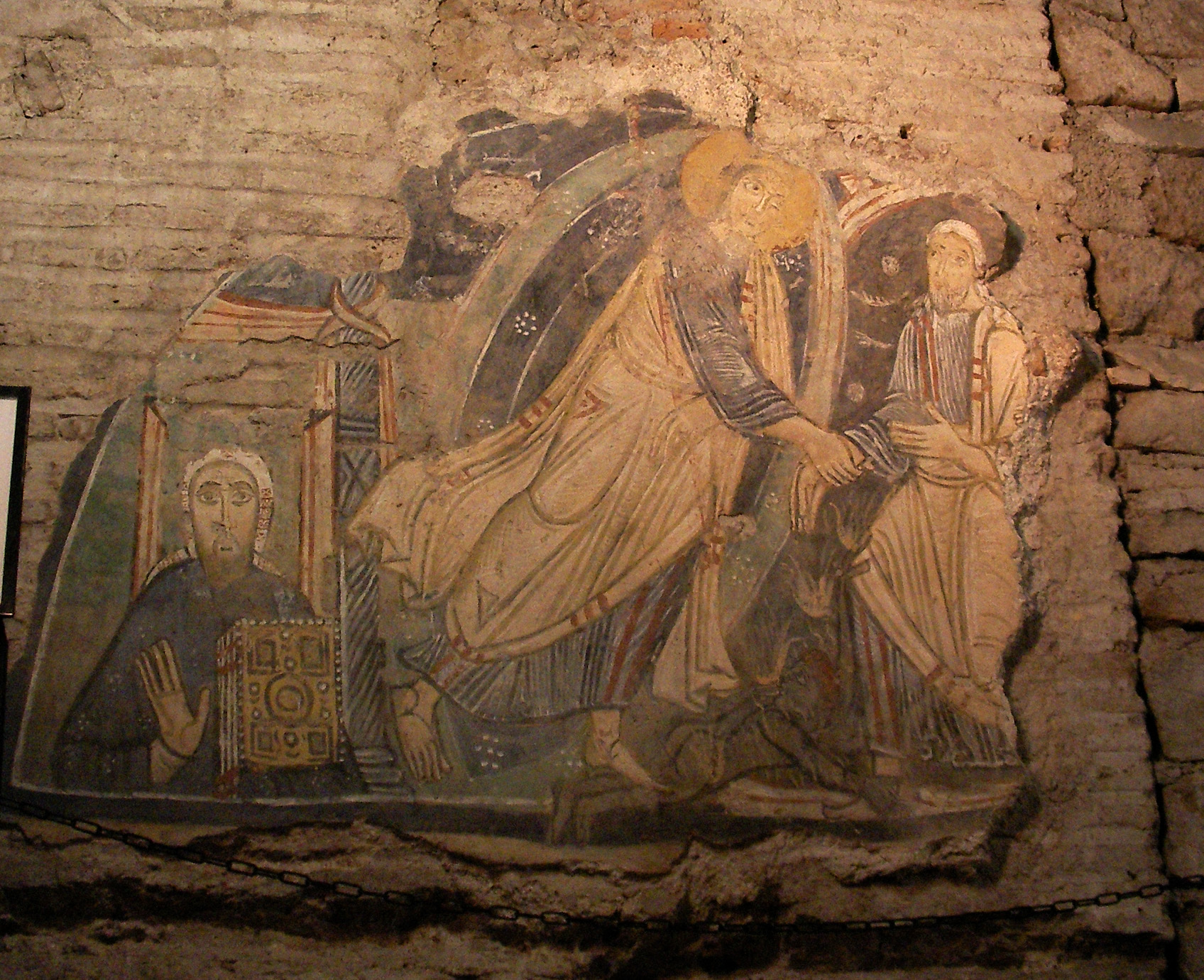
Christus in der Vorhölle, daneben Halbfigur des Stifters (9. Jh.)
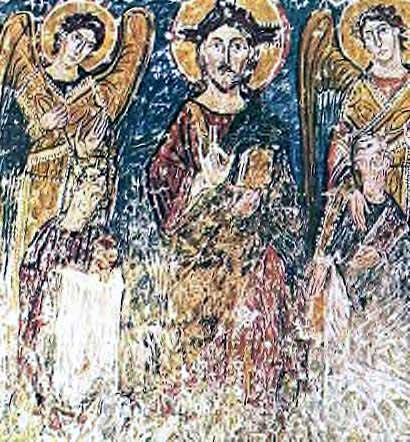
Jüngstes Gericht, Christus mit zwei Engeln und Heiligen (9. Jh.)
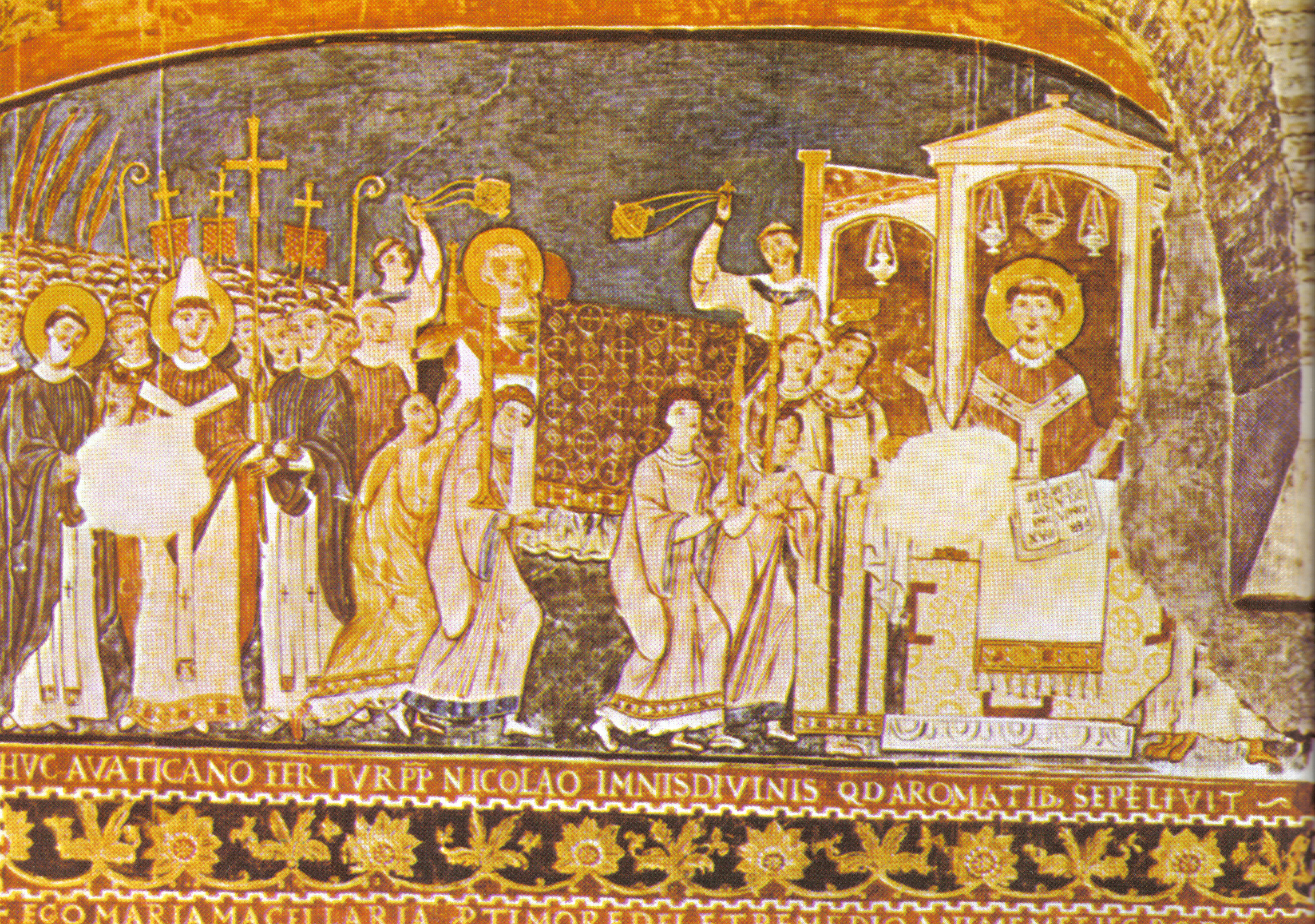
Übertragung der Clemens-Reliquien nach San Clemente im Jahr 868 (11. Jh.)

### Antike Ausgrabungen

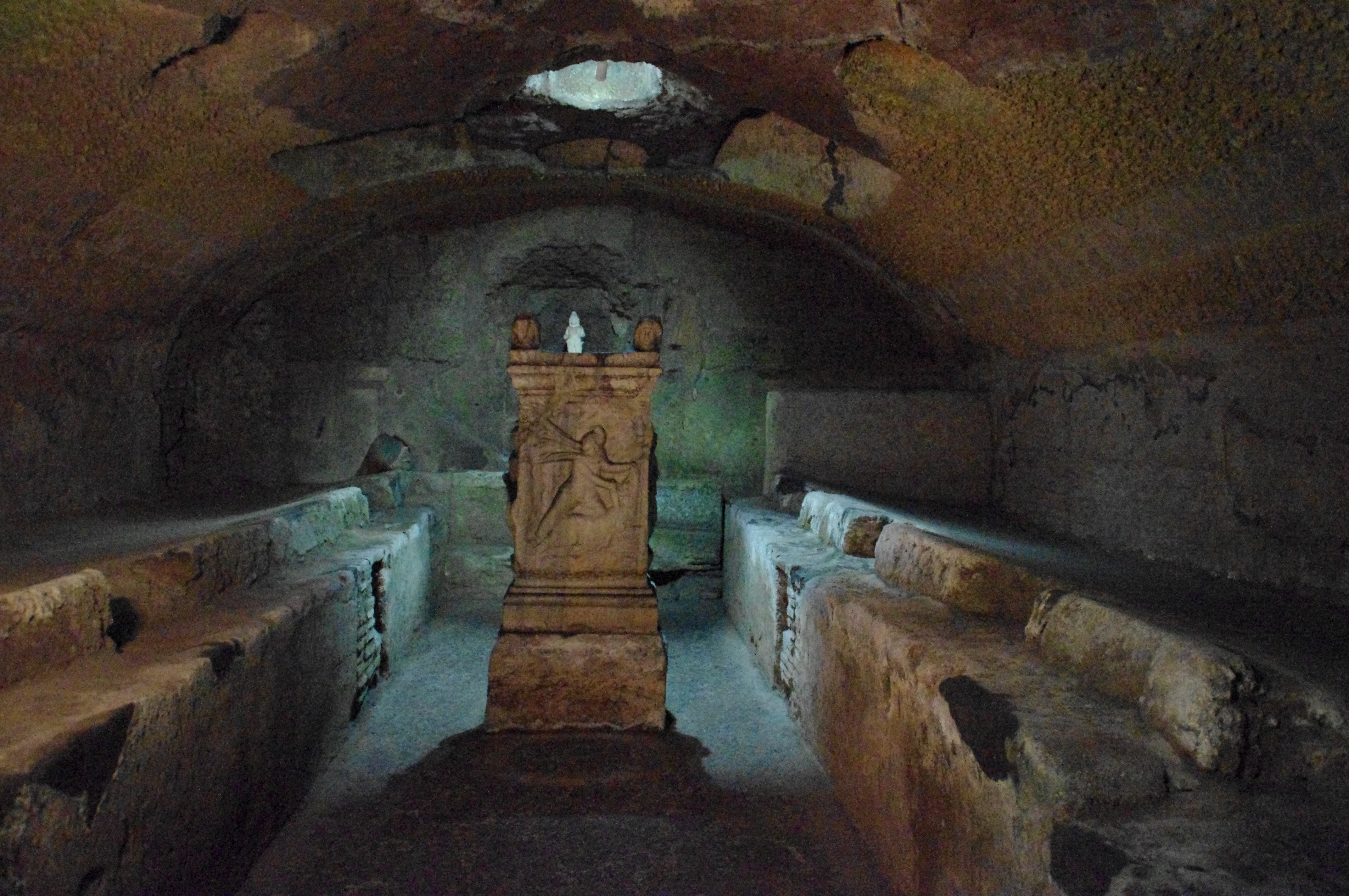
Mithräum

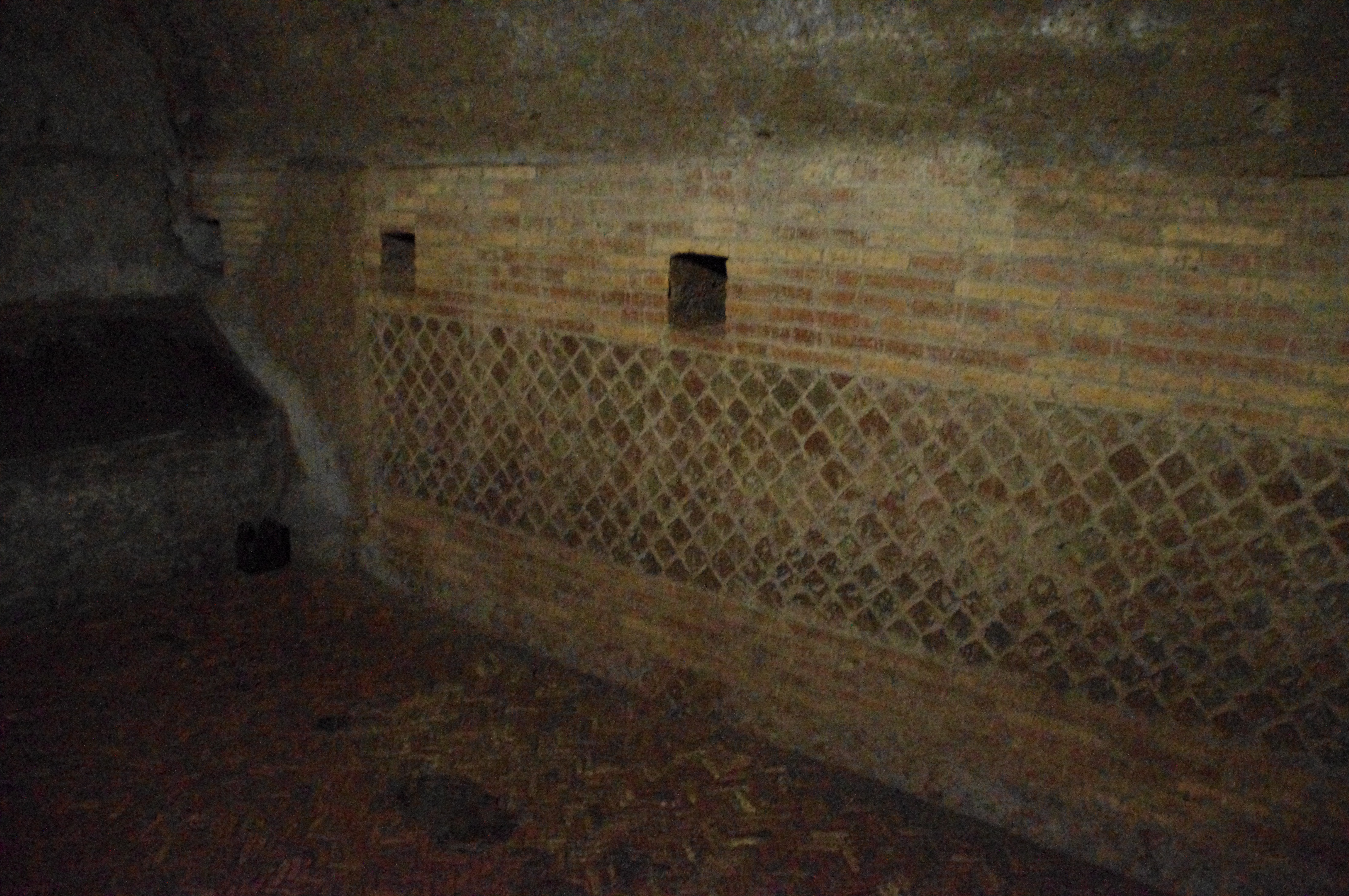
Ziegel-Mosaike im Haus des Titus Flavius Clemens

Durch Vorräume erreicht man zunächst das Mithrasheiligtum, das außerhalb der Grundfläche der Kirche liegt. Rechts vom Eingang ist ein Kopf mit sieben Strahlen zu sehen, wahrscheinlich ein Bildnis von Alexander dem Großen als Helios (Ende 2. Jahrhundert). 
Das Mithräum besteht aus einem längsrechteckigen Raum unter flachem Tonnengewölbe mit elf Lichtöffnungen, die sieben kleineren für die damals bekannten Planeten und die vier quadratischen für die Jahreszeiten. An drei Seiten stehen Ruhebänke für die Gläubigen. Der Altar in der Raummitte hat auf der Vorderseite ein Relief mit Mithras, der den Stier tötet, und darüber Büsten der Jahreszeiten. An den Schmalseiten sind die beiden Fackelträger des Mithrasglaubens dargestellt, und zwar Cautes mit erhobener Fackel (als Symbol für die zunehmenden Tage) sowie Cautopates mit gesenkter Fackel (für die abnehmenden Tage). Die große Schlange auf der Rückseite symbolisiert die Mutter Erde.
Durch eine moderne Öffnung in der Außenmauer betritt man die ausgegrabenen Räume des antiken Hauses von Titus Flavius Clemens. Am Ende der Raumabfolge wird eine kleine Katakombe mit 16 Gräbern aus dem 5. Jahrhundert erreicht; denn nach der Plünderung Roms durch Alarich im Jahr 410 wurde das generelle Verbot, Gräber innerhalb der Stadt anzulegen, nicht mehr beachtet.
Zum begehbaren Teil der Ausgrabung gehört auch ein sicht- und hörbarer unterirdischer Wasserlauf. Dieser speiste möglicherweise einst den See, den Nero an der Stelle anlegen ließ, wo heute das Kolosseum steht.

## Bedeutung für die Orthodoxe Kirche
Die Brüder Kyrill und Method wurden im 9. Jahrhundert vom byzantinischen Kaiser Michael III. ausgesandt, um die Slawen zu missionieren. Dabei konnten sie nach der Legende die Reliquien des hl. Clemens I. auf der Halbinsel Krim auffinden und 867 nach San Clemente in Rom überführen. Kyrill starb 869 in Rom und wurde ebenfalls in San Clemente beigesetzt. Sein Grab wurde bei den Ausgrabungen der Unterkirche aufgefunden. Kyrill ist u. a. der Nationalheilige von Bulgarien. Seit 1929 wurde das Grab von der Bulgarisch-Orthodoxen Kirche zu einem Pilgerziel ausgebaut, das regelmäßig (zuletzt 2003) vom bulgarischen Patriarchen besucht wird.

## Kardinalpriester
siehe Liste der Kardinalpriester von San Clemente